# 길영태
길영태(1991년 6월 25일 ~ )는 대한민국의 축구 선수이다. 포지션은 수비수이다.